# Розова, Ирина Анатольевна
Ирина Анатольевна Розова (23 января 1958, Клайпеда — 19 июля 2023, там же) — советская и литовская журналистка, политик, депутат Сейма Литовской Республики в 2006—2008 и 2012—2020 годах.

## Биография
Родилась 23 января 1958 года в г. Клайпеде. В 1965—1975 годах училась в средней школе № 11 города Клайпеды. В 1976 году поступила в Московский Государственный университет им. М. В. Ломоносова, на факультет журналистики, который окончила в 1981 году, получив профессию журналиста.
В 1981—1984 годах работала в областном комитете по телевидению и радиовещанию Омской области на должности редактора. В 1984—1990 годах в областном комитете по телевидению и радиовещанию Калининградской области. В 1992 году вернулась в Клайпеду.
После переезда в Литву работала учителем английского языка (в 1996—2003 годах в Стульпинской средней школе, в 2003—2005 в Куршской средней школе). Параллельно вела программы на клайпедских радиостанциях «Laluna» и «Радуга».
В 2003 году была избрана членом клайпедского городского совета по списку Русского альянса, в котором несколько месяцев исполняла обязанности главы (2005—2006). После выборов в горсовет в 2007 году, в декабре 2008 года снова получила мандат в орган самоуправления, сменив Тамару Лоханкину.
В 2006 году получила депутатский мандат в Сейм по партийному списку Союза крестьянской партии и новой демократии. Депутатом Сейма стала после отставки Казиса Бобелиса и отказа от мандата нескольких последующих кандидатов. На выборах 2008 года безуспешно баллотировалась в Сейм с третьего места в списке Избирательной акции поляков Литвы (партия не прошла электоральный барьер), как представитель Русского альянса. В 2009 году была в списке кандидатов акции на выборах в Европейский парламент. После завоевания Вальдемаром Томашевским мандата, была его помощницей. На местных выборах 2011 года снова была избрана в клайпедский горсовет от Русского альянса.
На парламентских выборах 2012 года была на 7 месте в списке ИАПЛ. После отставки Вальдемара Томашевского и Здзислава Палевича, получила депутатский мандат.
Скончалась 19 июля 2023 года на 66-м году жизни.